# 2020年12月逝世人物列表
2020年逝世人物列表：1月 - 2月 - 3月 - 4月 - 5月 - 6月 - 7月 - 8月 - 9月 - 10月 - 11月 - 12月
2020年12月逝世人物列表，是用於匯總2020年12月期間逝世人物的列表。

## 依日期排序

### 31日
- 胡安民，82岁，中国花样跳绳运动员。[1]
- 瓊·米克林·西佛（英语：Joan Micklin Silver），85歲，美國導演，死於血管性失智症。[2]
- 张京天，85岁，中国足球运动员、教练员。[3]
- 高汉生，90岁，中国心理学家，南京大学哲学系教授。[4]
- 方掬芬，91岁，中国儿童戏剧表演艺术家，中国儿童艺术剧院原院长。[5]
- 汤米·多彻蒂（英語：Tommy Docherty），92歲，前蘇格蘭足球運動員及教練。[6]
- 羅伯特·侯賽因（法語：Robert Hossein），93岁，法国演员、导演。[7]

### 30日
- 綿引勝彥（日語：綿引 勝彦），75歲，日本男演員，死於胰臟癌。[8]
- 邁克·芬頓（英語：Mike Fenton），85歲，美國資深選角導演，曾參與《回到未來》系列、《E.T.外星人》、《奪寶奇兵》等經典電影及電視劇。[9]
- 塞繆爾·利特爾（英语：Samuel Little），80歲，美國連環殺手。[10]
- 亚历山大·斯皮林（俄語：Александр Спирин），89岁，俄罗斯生物化学家，俄罗斯科学院院士。[11]
- 韩井涛，99岁，中国罗马天主教教士，天主教四平街教区主教。[12]
- 罗纳德·阿特金斯（英語：Ronald Atkins），104岁，英国政治人物，前国会议员。[13]
- 尤金·赖特（英语：Eugene Wright)，美国黑人低音提琴手，因在戴夫·布鲁贝克四人乐队中担任低音提琴手而为人熟悉。[14]

### 29日
- 卢克·莱特洛（英語：Luke Joshua Letlow），41歲，美國政治人物，路易斯安那州聯邦眾議員（就任前去世），死於COVID-19。[15]
- 詹姆斯·哈迪（英語：James Hardy），64岁，美国职业篮球运动员。[16]
- 张海潮，64岁，中国电视媒介管理工作者，原中央电视台中国国际电视总公司副总裁、高级编辑。[17]
- 徐木珍，76岁，台灣歌手，國寶級藝師、客家山歌大師。[18]
- 林书武，82岁，中国语言学家，中国社会科学院语言研究所当代语言学研究室译审。[19]
- 路易吉·斯諾茲（英语：Luigi Snozzi），88歲，瑞士建築師，死於COVID-19[20][21][22]。
- 菲利丝·麦瑰尔（英語：Phyllis McGuire），89岁，美国歌手。[23]
- ，90歲，法國爵士鋼琴家、作曲家。[24]
- 周律之，90岁，中国书法家，西泠印社社员。[25]
- 徐德林，91岁，中国政治人物，原浙江省广播电视工业公司经理、书记。[26]
- 肖凤桐，91岁，中国政治人物，江西省萍乡市文联原主席。[27]
- 周觉，93岁，中国政治人物，国务院新闻办公室副主任（1991－1993），中国驻法国（1986－1990）、土耳其（1979－1981）大使。[28]
- 骈焕英，93歲，中國人，侵华日军“慰安妇”制度受害幸存者。[29]
- ，98岁，法国服装设计师。[30]
- 沈克纯，100岁，中国政治人物，原四川省纺织工业厅副厅长。[31]

### 28日
- 单喆慜，48岁，中国金融学家，上海国家会计学院副教授。[32]
- 郭礼荣，70岁，中国政治人物，镇江市政协原主席。[33]
- 林炳章，76岁，中国水文学家，南京信息工程大学教授。[34]
- 科林·威瑟斯（英語：Colin Withers），80岁，英国职业足球运动员。[35]
- 阿曼多·曼萨内罗（西班牙語：Armando Manzanero），85歲，墨西哥作曲家、歌手。死於COVID-19。[36]
- 傅聪，86岁，英国华裔钢琴家。死於COVID-19。[37]
- 邹德慈，86岁，中国城市规划专家，中国城市规划设计研究院原院长，中国工程院院士。[38]
- 赵允安，89岁，中国美术教育家，中央美术学院教授。[39]
- 王承惠，91岁，中国政治人物，湖州市人民政府原副市长。[40]
- 郭铁，93岁，中国兽医学家，原北京农业大学动物医学院教授。[41]
- 马辛德·沃特萨（英语：Mahinder Watsa），96歲，印度婦產科醫生兼性學家[42]。
- 鈴木登紀子（日語：鈴木 登紀子），96歲，日本料理研究家。[43]
- 谢钿，99岁，中国英语教育家，海南华侨中学特级教师。[44]

### 27日
- 黄孝阳，46岁，中国作家，江苏凤凰文艺出版社副总编辑。[45]
- 羽田雄一郎（日語：羽田 雄一郎），53歲，日本政治人物，參議院議員（1999年起）、前國土交通大臣（2012年），死於COVID-19[46][47]。
- 威廉·林克（英語：William Link），87岁，美国电视制作人、小说家。[48]
- 黎光，106岁，中国人民解放军开国少将，原南京军区工程兵主任。[49]

### 26日
- 盧克·哈波爾（英語：Luke Harper），41歲，美國職業摔角選手，死於肺部疾病。[50]
- 周溪召，56岁，中国政治人物，上海理工大学管理学院原院长。[51]
- 張華坤，65歲，臺灣資深製片，因肺腺癌離世。[52]
- 戴夫·麥克納里（英語：Dave McNary），69歲，美國資深電影記者。[53]
- 莱利·杰菲里（英語：Railey Jeffrey），75歲，馬來西亞政治人物，曾先後擔任馬來西亞新聞部及工程部副部長[54]。
- 龐信，76歲，美國指揮家。亞洲青年管弦樂團創辦人。[55]
- 菲爾·尼可羅（英語：Philip Henry "Phil" Niekro），81歲，美國職棒球員，病逝。[56]
- 杨雪兰，85岁，美籍华裔企业家，通用汽车公司原副总裁。[57]
- 杨占春，85岁，中国政治人物，原北京市仪器仪表工业总公司党委书记。[58]
- 陈玉琦，91岁，中国政治人物，河南省邮电工会原主席。[59]
- 杨传美，93岁，中国政治人物，原台州专署财政办公室副主任。[60]
- 喬治·布萊克（英語：George Blake），98歲，英國間諜，病逝。[61]

### 25日
- 马克希姆·茨哈尔卡（俄语：Цыгалко, Максим Владимирович），37岁，白俄罗斯足球运动员。[62]
- 林奇，39岁，中国企业家，游族网络董事长兼总经理，疑遭投毒逝世。[63]
- 黃祖舒亞（英語：Joshua Wong），42歲，澳大利亞籍香港音樂家，樂團 Whence He Came 創辦人之一及主音。癌症。[64]
- 奥列格·克拉夫琴科，49岁，白俄罗斯政治人物，驻美国大使（2020年起）。[65]
- 王凤霞，57岁，中国政治人物，复旦大学药学院党委书记。[66]
- 贺中平，58岁，中国民航飞行员，因突发心肌梗塞殉职。[67]
- 拿督斯里張昌富，60歲，馬來西亞華裔商人，常成控股主席兼常青集團執行總裁，常青集團董事會主席張曉卿次子。[68]
- 歐嘉慧，82歲，香港影視女演員。[69]
- K·C·瓊斯（英語：K. C. Jones），88歲，美國職業籃球運動員和教練，病逝。[70]
- 熊震球，90歲，中華民國陸軍退役軍人，金門古寧頭戰役名人，病逝。[71]
- 鲁洁，90岁，中国教育家，南京师范大学教授。[72]
- 王镛，92岁，中国新闻工作者，原重庆日报总编辑。[73]
- 沈雁，60歲，台灣歌手。[74]

### 24日
- 莫哈末阿兹，80岁，马来西亚政治人物，曾任柔佛州议会议长，死于肾病。[75]
- 李万年，85岁，中国话剧表演艺术家，西安话剧院国家一级演员。[76]
- 李科瑞，89岁，中国政治人物，原四川农学院党委副书记、副院长、纪委书记。[77]
- 安野光雅（日語：安野 光雅），94歲，日本繪本作家，1984年獲頒國際安徒生插畫大獎。[78]
- 陈汉昌，95岁，中国政治人物，原南通第二棉纺织厂副厂长。[79]
- 伊夫里·吉特利斯（羅馬化：Ivry Gitlis），98岁，以色列小提琴家，聯合國教育、科學及文化組織親善大使。[80]
- 蓋·史密斯（英語：Guy N. Smith），81歲，英國驚悚小說家，因2019冠狀病毒病逝世。[81][82]

### 23日
- 麗貝卡·盧克（英语：Rebecca Luker），59歲，美國演員，知名於百老匯音樂劇《歡樂滿人間（英语：Mary Poppins (musical)）》、《畫舫璇宮（英语：Show Boat）》等，患有肌萎縮性脊髓側索硬化症。[83]
- 彭方伟，75岁，中国政治人物，攀枝花市政协原副主席。[84]
- 中西禮（日语：なかにし礼），82歲，日本音樂作詞家。死於心肌梗塞。[85]
- 黃塗山，84歲，台灣南投縣竹藝大師。2010年行政院文化建設委員會首次指定國家重要傳統工藝美術擁有者之一。[86]
- 尼古拉·多布列佐夫（俄語：Николай Добрецов），84岁，苏联和俄罗斯地质学家，俄罗斯科学院副院长（1997年－2008年）。[87]
- 杨天恩，89岁，中国生物化学家，复旦大学上海医学院教授。[88]

### 22日
- 並木伸一（日語：並木 伸一），50歲，日本聲優，逝世。[89][90]
- 史蒂娜·坦娜特（英語：Stella Tennant），50岁，英國超級名模。[91]
- 塔克·塔克（英語：Tuck Tucker），59歲，美國動畫師，曾參與《海綿寶寶》、《小美人魚》等知名作品製作。[92]
- 爱德蒙·克拉克（英語：Edmund Clarke），75岁，美国计算机科学家，死于COVID-19.[93]
- 穆罕默德·穆斯塔法·米鲁（阿拉伯語：محمد مصطفى ميرو），79岁，叙利亚政治人物，前总理，死于COVID-19。[94]
- 惠永正，81岁，中国政治人物，科学技术部原副部长。[95]
- 刘瑞珣，82岁，中国地质学家，北京大学原地质学系主任。[96]
- 赵新那，97岁，中国化学家，原中南工业大学化学系教授。[97]
- 邓子基，97岁，中国马克思主义经济学家，厦门大学教授。[98]

### 21日
- 张立勤，年龄不详，中国手风琴演奏家，深圳市手风琴协会名誉会长。[99]
- 今井雄三（日語：今井 ゆうぞう），43歲，日本明星，兒童節目歌手，腦出血猝逝。[100]
- 肯沃利·戈弗雷·埃米科（英语：Ikenwoli Godfrey Emiko），65歲，奈及利亞政治人物，沃里王國（英语：Kingdom of Warri）統治者（2015年起），死於COVID-19。[101]
- 杨苏海，76岁，中国人民解放军少将，原总参谋部通信部副部长。[102]
- 刘文韶，86岁，中国政治人物，中共深圳市委原副秘书长。[103]
- 赵光胜，89岁，中国高血压病学家，上海交通大学医学院附属瑞金医院终身教授。[104]
- 阿诺德·沃尔芬代尔（英語：Arnold Wolfendale），93岁，英国天文学家。[105]

### 20日
- 谭吉宾，48岁，中国政治人物，中国疾病预防控制中心后勤运营管理中心主任。[106]
- 郑泽云，74岁，中国政治人物，原国家体育总局体育器材装备中心副主任。[107]
- 中村泰士（日语：中村泰士），81歲，日本作詞作曲家，死於肝癌。[108]
- 高峰，87岁，中国马克思主义经济学家，南开大学荣誉教授。[109]
- 曹仁发，89岁，中国中医师，上海岳阳医院推拿科主任。[110]
- 李·華萊士（英语：Lee Wallace (actor)），90歲，美國演員。[111]
- 傅高义（英語：Ezra Feivel Vogel），90岁，美国中国和日本问题专家，哈佛大学社会科学院荣休教授，死於手术后并发症。[112]
- 顏理國（英語：Raymon Harry Anning），90歲，英国及香港警官，香港警務處處長（1985－1989）。[113]
- 道爾·安東尼（英語：Doug Anthony），90歲，澳洲政治家，副總理（1971年－1972年、1975年－1983年）、眾議院議員（1957年－1984年）。[114]
- 陈殿兴，92岁，著名俄语翻译家。[115]

### 19日
- 赵杰，67岁，中国满语研究专家，北京大学外国语学院教授。[116]
- 沈建国，71岁，中国政治人物，中华全国工商业联合会原专职副主席。[117]
- 梅克雷·莫勞塔爵士（英語：Sir Mekere Morauta），74歲，巴布亞新畿內亞政治家，總理（1999年－2002年），癌症。[118]
- 李新庚，78岁，中国京剧教育家，天津艺术学校教师。[119]
- 洪哲勝，81岁，台灣政治人物，民主亞洲基金會會長。[120]
- 鲁开化，85岁，中国整形外科专家，原第四军医大学第一附属医院教授。[121]
- 基润达·基辅金贾（英语：Kirunda Kivejinja），85歲，烏干達政治人物，第二副總理兼東非共同體事務部長（2016年起），死於COVID-19。[122]
- 万山苏丁，88歲，马来西亚历史学家，曾发掘玛苏丽之历史及发现苏丹慕查法沙一世的皇陵，因老人疾病逝世。[123]
- 李元春，91岁，中国京剧表演艺术家，北京京剧院原一团团长。[124]
- 敖天照，92岁，中国文物学者。[125]
- 张炳芝，97岁，中国抗日战争老兵。[126]

### 18日
- 亞里士多德·桑多瓦爾（西班牙語：Aristóteles Sandoval），46歲，墨西哥政治人物，前哈里斯科州州長（2013年－2018年），死於槍殺。[127]
- 瓦连京·舒尔恰诺夫（俄語：Валентин Шурчанов），73岁，俄罗斯政治人物，《真理报》主编（2005年－2009年）、联邦委员会议员（1996年－1998年），死于COVID-19。[128]
- 冯运榆，79岁，中国画家，浙江省文史馆馆员。[129]
- 迈克尔·杰弗里（英語：Michael Jeffery），83岁，澳大利亚军官，前总督（2003年－2008年）。[130]
- 耶齐德·泽古尼（阿拉伯語：يزيد زرهوني），83岁，阿尔及利亚政治人物，副总理（2010年－2012年）、内政部长（1999年－2010年）。[131]
- 薛昭鋆，85岁，中国政治人物，中华全国总工会原副主席。[132]
- 拉哈诺亚，87歲，马来西亚第二任首相敦阿都拉萨之妻、第六任首相纳吉·阿都拉萨之母。[133][134]
- 叶育林，90岁，中国政治人物，浙江省政协原副秘书长。[135]
- 何塞·维森特·兰赫尔（西班牙語：José Vicente Rangel），91岁，委内瑞拉政治人物，副总统（2002年－2007年）。[136]
- 贺孝和，91岁，中国人，南京大屠杀幸存者。[137]
- 孙维本，92岁，中国政治人物，中共黑龙江省委书记（1985年－1994年）、黑龙江省人大常委会主任（1988年－1998年）。[138]
- 杨友吾，98岁，中国政治人物，中国社会科学院研究生院原党委副书记。[139]

### 17日
- 根纳季·克尔涅斯（烏克蘭語：Геннадій Кернес），61岁，乌克兰政治人物，哈尔科夫市长（2010年起）。[140]
- 潘铁成，67岁，中国胸心血管外科专家，华中科技大学同济医学院附属同济医院教授、主任医师。[141]
- 张怀庆，67岁，中国全国劳动模范，中国冶金地质总局原总经济师。[142]
- 皮埃爾·布約亞（英語：Pierre Buyoya），71歲，蒲隆地政治人物，前總統（1987年－1993年、1996年－2003年），死於COVID-19[143][144]。
- 傑瑞米·布洛赫（英语：Jeremy Bulloch），75歲，英國演員，波巴·費特飾演者。[145]
- 坂本百大（日語：坂本 百大），92岁，日本哲学家，青山学院大学名誉教授。[146]
- 房贵，94岁，中国政治人物，江西省高级人民法院原副院长。[147]
- 赵永成，95岁，中国教育工作者，原萍乡教育学院院长。[148]
- 邓炎昌，97岁，美籍华裔英语教育家，北京外国语大学教授。[149]

### 16日
- 李偲嫣，56歲，香港激進建制派社運人士、正義聯盟主席，疑似死於COVID-19。[150][151]
- 弗拉維奧·科蒂（義大利語：Flavio Cotti），81歲，瑞士联邦委员会前成员（1986年至1999年）、瑞士联邦前主席（1991年、1998年），死於COVID-19。[152]
- 王兆明，85岁，中国历史地理学家，东北师范大学教授。[153]
- 项德镛，88岁，中国政治人物，大连理工大学研究生院原副院长。[154]
- 周刚，92岁，中国政治人物，梅州市第一届人大常委会主任。[155]

### 15日
- 仇君好，81岁，中国工程师，同盟会元老仇鳌孙女。[156]
- 王献武，90岁，中国抗日战争老兵，曾任李先念警卫员。[157]
- 叶夫根尼·佳热利尼科夫（俄語：Евгений Тяжельников），92岁，苏联政治人物，共青团中央第一书记（1968年－1977年）、驻罗马尼亚大使（1982年－1990年）。[158]
- 吴俸贞，93岁，中国人，侵华日军慰安妇制度受害幸存者。[159]
- 杜智，93岁，中国政治人物，成都大学附属医院原院长。[160]
- 冯端，97岁，中国物理学家，中国科学院院士。[161]
- 翁姑·阿都·阿兹，98岁，馬來西亞經濟學家，馬來亞大學副校長（1968年－1988年）。[162]
- 韩彬，101岁，中国老红军，沈阳市公安局原副局长。[163]

### 14日
- 热拉尔·乌利耶（法語：Gérard Houllier），73岁，法国职业足球运动员、教练。[164]
- 王全心，74岁，中国政治人物，安康市政协原副主席。[165]
- 杨碧芳（英語：Judy Yung），74岁，美籍华人历史学家，加州大学圣克鲁兹分校教授。[166]
- 毕文波，81岁，中国政治人物，原南京政治学院院长。[167]
- 杨秉鋆，92岁，中国政治人物，江南大学原副校长。[168]
- 淺香光代（日語：浅香 光代），92岁，日本剑剧女演员。[169]
- 黄宗英，95岁，中国演员、作家。[170]

### 13日
- 尹婕妤，51岁，中国新闻出版工作者，海南广播电视总台总编辑。[171]
- 安布罗斯·曼德武洛·德拉米尼（英語：Ambrose Mandvulo Dlamini），52歲，史瓦帝尼首相，死於COVID-19。[172]
- 孙培雷，55岁，中国工程师，上海电机学院党委书记（2017年起）。[173]
- 徐步，59岁，中国摄影家，外文出版社社长。[174]
- 邓学建，68岁，中国政治人物，遂宁市人大常委会原副主任。[175]

### 12日
- 魯霍拉·扎姆（波斯語：روحالله زم），42歲，伊朗記者、持不同政見者，死於絞刑。[176]
- 王美斌，51岁，中国政治人物，内蒙古包头市副市长（2019年起），坠楼身亡。[177]
- 菲克雷·塞拉西·沃格德雷斯，75岁，埃塞俄比亚政治人物，总理（1987年－1989年）。[178]
- 董庆周，78岁，中国政治人物，河南省农业科学院院长（1991年－2003年）。[179]
- 卢娟，84岁，中国政治教育工作者，华东师范大学马克思主义学院教授。[180]
- 查理·普萊德（英语：Charley Pride），86歲，美國歌手，死於COVID-19。[181]
- 郭必康，88岁，中国马克思主义哲学家，大连理工大学教授。[182]
- 約翰·勒卡雷（英語：John le Carré），89歲，英國知名諜報小說作家，因肺炎去世。[183]
- 李文彦，91岁，中国地理学家，中国科学院地理科学与资源研究所研究员。[184]

### 11日
- 仿妝夭后Yui，37歲，台灣知名網紅部落客，因肺腺癌病逝。[185]
- 金基德（韓語：김기덕），59歲，韓國電影導演及編劇，死於2019冠状病毒病[186][187]。
- 小汤姆·李斯特（英语：Tom Lister Jr.），62歲，美國演員，曾出演《第五元素》[188][189]自由時報 2020-12-12</ref>
- 吉姆·伯恩斯（英語：Jim Burns），75岁，美国篮球运动员。[190]
- 孙逊，76岁，中国红学家，上海师范大学教授。[191]
- 卡洛·薩頓（英语：Carol Sutton），76歲，美國女演員，死於COVID-19[192][193][194]。
- 周文华，90岁，中国政治人物，黑龙江省政协主席（1993年－2003年）。[195]

### 10日
- 陈国勇，72岁，中国画家，西安美术学院教授。[196]
- 朱松发，78岁，中国山水画家，安徽省书画院专职书画家。[197]
- 胡安·佩雷斯-吉米內斯（英语：Juan Pérez-Giménez），79歲，美國法官，美國波多黎各聯邦地區法院法官（1979年起）。[198]
- 陈达之，95岁，中国政治人物，中共中央纪律检查委员会原常委。[199][200]

### 9日
- 苏忠宁，50岁，中国基层干部，海南省三亚市海棠区升昌村党支部书记、村委会主任，曾获得全国抗击新冠肺炎疫情先进个人、全国优秀共产党员等称号，突发疾病后长期昏迷至逝世。[201]
- ，64歲，意大利足球運動員，曾獲得1982年歐洲足球先生的榮譽。[202]
- 辛国焕（韓語：신국환），81岁，韩国政治人物，国会议员（2004年－2008年）。[203]
- 维亚切斯拉夫·克比奇，84岁，白俄罗斯政治人物，总理（1991年－1994年）。[204]
- 翁万戈，102岁，中国收藏家、书画鉴赏家。[205]

### 8日
- 王玉普，64岁，中国油气田开发工程专家，中共十九届中央委员，中国工程院院士，应急管理部首任部长，消防救援总监衔，胰腺癌病逝。[206]
- 亞歷杭德羅·薩維利亞（西班牙語：Alejandro Sabella），66歲，阿根廷足球運動員及教練，心臟病。[207]
- 叶夫根尼·沙波什尼科夫（俄語：Евгений Шапошников），78岁，苏联和俄罗斯军事人物，苏联空军元帅，苏联最后一任国防部长（1991年8月至12月），死於COVID-19。[208]
- 弗拉基米尔·拉耶夫斯基（俄語：Владимир Раевский），82岁，苏联和俄罗斯经济学家，苏联财政部代理部长（1991年）。[209]
- 焦述勋，86岁，中国政治人物，最高人民检察院原刑事检察厅副厅级检察员。[210]
- 李郁芬，92岁，中国原子能材料专家，复旦大学教授。[211]
- 高炳林，96岁，中国政治人物，原江苏省农垦副总经理。[212]

### 7日
- 胡扬，62岁，中国政治人物，北京体育大学原副校长。[213]
- 顾传青，65岁，中国数学家，上海大学教授。[214]
- 迪克·艾倫（英語：Dick Allen），78歲，美國職業棒球選手，病逝。[215]
- 小松政夫（日語：小松 政夫），78歲，日本搞笑藝人，因肝細胞癌病逝。[216]
- 高运甲，84岁，中国政治人物，中国文联原副主席。[217]
- 姜文源，85岁，中国建筑给排水专家，悉地国际设计顾问有限公司顾问总工程师。[218]
- 華特·胡珀（英語：Walter Hooper），89岁，美国传记作家。[219]
- 有馬朗人（日語：有馬 朗人），90歲，日本物理學家，曾任東京大學校長、文部大臣。[220]
- 亞瑟·紐曼（英語：Arthur Newman），96岁，美国演员、导演、制片人。[221]
- 查克·葉格（英語：Chuck Yeager），97歲，美國退役空軍准將，病逝。[222]

### 6日
- 塔瓦雷·巴斯克斯（西班牙語：Tabaré Vázquez），80岁，乌拉圭政治人物，前总统（2005年－2010年、2015年－2020年），肺癌逝世。[223]
- 樊发稼，83岁，中国诗人、儿童文学作家，中国寓言文学研究会名誉会长。[224]
- 李立功，95岁，中国政治人物，中共山西省委书记（1983年－1991年）。[225]

### 5日
- 徐守盛，67岁，中国政治人物，中共湖南省委书记（2013年－2016年）、湖南省人大常委会主任（2013年－2017年）、湖南省人民政府省长（2010年－2013年）。[226]
- 金季春，79岁，中国政治人物，北京体育大学原校长。[227]
- 维克多·庞德尼克（俄語：Виктор Понедельник），83歲，俄羅斯足球運動員，1960年歐洲國家盃冠軍蘇聯國家隊隊員，病逝。[228]

### 4日
- 范芳，57岁，中国政治人物，中国民主同盟中央参政议政部部长，死於心脏病。[229]
- 丘小雄，65岁，中国政治人物，国家税务总局副局长（2011年－2016年）、国务院总理办公室主任（2003年－2011年）。[230]
- 宋智海，66岁，中国信鸽运动管理工作者，中国信鸽协会副会长。[231]
- 亚历山大·米哈伊洛夫（俄語：Александр Михайлов），69岁，俄罗斯政治人物，库尔斯克州州长（2000年－2018年）。[232]
- 苏海娜·西迪克（英语：Suhaila Siddiq），71岁，阿富汗女政治家和前公共卫生部长，COVID-19。[233]
- 刘铁夫，75岁，中国数学教育家，哈尔滨工业大学（威海）教授。[234]
- 谷田絹子（日語：谷田 絹子），81歲，日本排球運動員，病逝。[235]
- 纳林德・辛格・卡帕尼（英语：Narinder Singh Kapany）（英语：Narinder S. Kapany），94岁，印度裔美籍物理学家，光纤先驱，曾发明“光纤”一词。[236][237]

### 3日
- 馬桂燦（英語：Jacky Ma），59歲，香港髮型師，病逝。[238]
- 凱撒·佩雷斯（英語：Caesar Perez），66歲，菲律賓政治人物，拉古納省洛斯巴諾斯市長，槍殺。[239]
- 伊扎爾達·瑪麗亞·巴羅斯·博卡西奧（葡萄牙語：Izalda Maria Barros Boccacio），74歲，巴西政治人物，南大河州市長，死於COVID-19。[240]
- 陈萍，81岁，中国感光化学家，中国感光学会原秘书长、常务副理事长。[241]
- 阮刚，85岁，中国半导体集成电路专家，复旦大学教授。[242]
- 拉斐尔·约翰逊（英語：Rafer Lewis Johnson），86歲，美國田徑運動員，田徑十項全能（1955年－1960年），病逝。[243]
- 苏丁和，91岁，中国政治人物，慈溪市人大常委会原主任。[244]
- 花村榮子（日語：花村 えい子），91歲，日本漫畫家，病逝。[245]

### 2日
- 门福胜，46岁，中国影视编剧，中国电影文学学会会员。[246]
- 扎法魯拉·汗·賈邁利，76岁，巴基斯坦政治人物，总理（2002年－2004年）。[247]
- 杨再昆，78岁，中国政治人物，原重庆市北碚区人大常委会副主任。[248]
- 派特·派特森（英語：Pat Patterson），79岁，加拿大职业摔角选手。[249]
- 弗蘭克·卡尼（英语：Dan and Frank Carney），82歲，美國企業家，披薩連鎖品牌必勝客共同創辦人，因肺炎病逝。[250]
- 孔远志，83岁，中国印尼国情研究专家，北京大学外国语学院教授。[251]
- 李龙，83岁，中国马克思主义法学家，武汉大学教授。[252]
- 刁正邦，90岁，中国高等教育管理工作者，北京航空航天大学原副校长。[253]
- 瓦萊里·吉斯卡爾·德斯坦（法語：Valéry Giscard d'Estaing），94歲，法國政治人物、前總統（1974年－1981年），死於COVID-19。[254]

### 1日
- 金城茉奈（日語：金城 茉奈），24歲，日本女星，病逝。[255]
- 邹启钊，45岁，中国律师，曾任中国人民大学副教授、北京市东方律师事务所高级合伙人。[256]
- 埃里克·恩斯特龙（英語：Eric Engstrom），55岁，美国软件工程师，应用程序接口DirectX开发者。[257]
- 修·基斯-拜倫（英語：Hugh Keays-Byrne），73歲，澳大利亞演員。[258]
- 李冠兴，80岁，中国核燃料专家，中国工程院院士。[259]
- 和益波，80岁，中国政治人物，云南省怒江州人大常委会原副主任。[260]
- 胡安·奥尔马埃切亚（西班牙語：Juan Hormaechea），81歲，西班牙政治人物。[261]
- 沃尔特·E·威廉姆斯（英語：Walter E. Williams），84岁，美国经济学家，自由放任主义者。[262]
- 諾曼·艾布拉姆森（英語：Norman Abramson），88歲，美國電腦科學家，曾發明AlohaNet技術（至今使用於智慧型手機和WiFi無線網路），癌症（皮膚癌轉移肺部）病逝。[263][264]
- 托馬斯·莫羅·雷夫利（英語：Thomas Morrow Reavley），99歲，美國聯邦第5巡迴區上訴法院法官。[265]